# Liste der Baudenkmäler in Aitrang

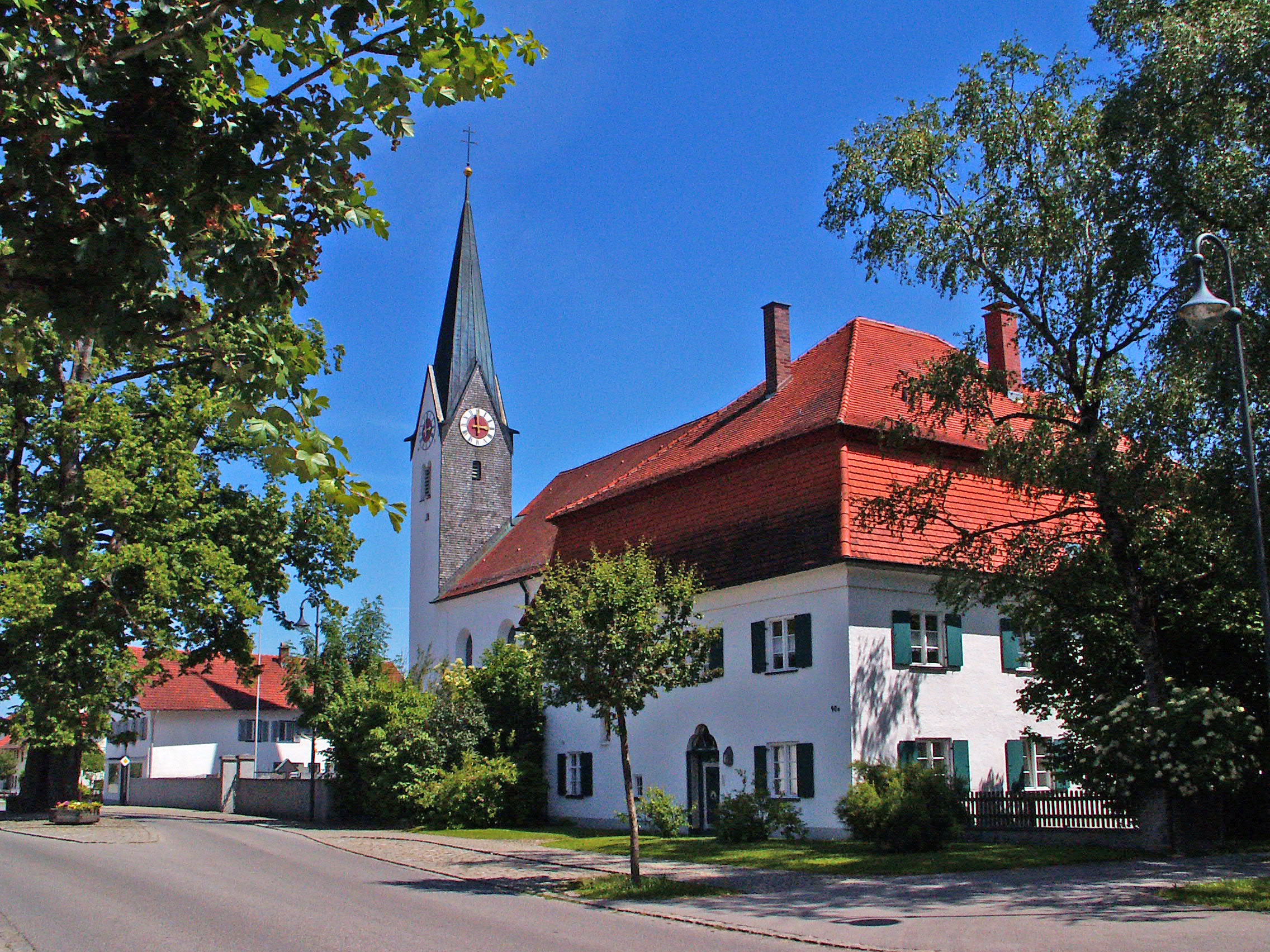
Pfarrhof und Kirche in Aitrang

Auf dieser Seite sind die Baudenkmäler in der schwäbischen Gemeinde Aitrang zusammengestellt. Diese Tabelle ist eine Teilliste der Liste der Baudenkmäler in Bayern. Grundlage ist die Bayerische Denkmalliste, die auf Basis des Bayerischen Denkmalschutzgesetzes vom 1. Oktober 1973 erstmals erstellt wurde und seither durch das Bayerische Landesamt für Denkmalpflege geführt wird. Die folgenden Angaben ersetzen nicht die rechtsverbindliche Auskunft der Denkmalschutzbehörde.

## Baudenkmäler nach Ortsteilen

### Aitrang
| Lage                           | Objekt                             | Beschreibung | Akten-Nr.             | Bild           |
| ------------------------------ | ---------------------------------- | --- | --------------------- | -------------- |
| Bachstraße 7 (Standort)        | Bauernhaus                         | Mitterstallbau mit Flachsatteldach und Hakenschopf, verputzter Fachwerkgiebel, Pfetten gefasst und telil geschnitzt, nach 1796                                                                        | D-7-77-111-2 Wikidata | Bauernhaus     |
| Nähe Lindenstraße (Standort)   | Zwei Steinkreuze                   | Nagelfluh bzw. Sandstein, spätmittelalterlich; am westlichen Ortsausgang | D-7-77-111-8 Wikidata | BW             |
| Lindenstraße 8 (Standort)      | Bauernhaus                         | Mitterstallbau mit Flachdach und Giebeltür, nach 1796 | D-7-77-111-3 Wikidata | Bauernhaus     |
| Lindenstraße 40 a (Standort)   | Pfarrhaus                          | stattlicher, zweigeschossiger Massivbau mit Mansardwalmdach, Dreipassoberlicht über der Türe, 1797 neu errichtet, Figurennische mit Maria Immaculata, 3. Viertel 18. Jahrhundert                      | D-7-77-111-4 Wikidata | Pfarrhaus      |
| Lindenstraße 42 (Standort)     | Katholische Pfarrkirche St. Ulrich | Saalbau mit eingezogenem Chor mit Dreiseitschluss und Turm im nördlichen Chorwinkel mit Spitzhelm über steilen Giebeln, Chor um 1466, erhöht 1683/84, Neubau des Langhauses, 1867/68; mit Ausstattung | D-7-77-111-5 Wikidata | weitere Bilder |
| St.-Ulrich-Straße 2 (Standort) | Bauernhaus                         | Flachdachbau mit Bundwerk, Kniestock und bemaltem Kerbschnittfries, Ende 18. Jahrhundert | D-7-77-111-6 Wikidata | Bauernhaus     |
| Thingauer Straße (Standort)    | Bildstock                          | 18./19. Jahrhundert; mit Ausstattung; 200 m südlich des Ortes nicht nachqualifiziert | D-7-77-111-7 Wikidata | Bildstock      |

### Görwangs
| Lage                   | Objekt                  | Beschreibung | Akten-Nr.              | Bild                    |
| ---------------------- | ----------------------- | --- | ---------------------- | ----------------------- |
| Görwangs 6 (Standort)  | Bauernhaus              | Verputzter Ständerbau mit Flachdach über profilierten Balkenköpfen und Schrägbalken an den Giebelecken, Ende 18. Jahrhundert                                                                    | D-7-77-111-9 Wikidata  | Bauernhaus              |
| Görwangs 12 (Standort) | Mesnerhof von St. Alban | zweigeschossiger Mitterstallbau mit Flachsatteldach, 1. Hälfte 18. Jahrhundert, das Dach im späten 19. Jahrhundert aufgestellt [gemeint ist wohl: aufgesteilt]; südöstlich der Wallfahrtskirche | D-7-77-111-21 Wikidata | Mesnerhof von St. Alban |
| Görwangs 13 (Standort) | Bauernhaus              | Stattlicher zweigeschossiger Mitterstallbau mit Hakenschopf und Kniestock, um 1820/30 | D-7-77-111-10 Wikidata | Bauernhaus              |

### Huttenwang
| Lage                     | Objekt                                            | Beschreibung | Akten-Nr.              | Bild           |
| ------------------------ | ------------------------------------------------- | --- | ---------------------- | -------------- |
| Huttenwang 14 (Standort) | Kleinhaus                                         | zweigeschossiger Flachsatteldachbau mit profilierten Kopfbändern, im Kern 1671 (dendro.dat.) | D-7-77-111-12 Wikidata | Kleinhaus      |
| Huttenwang 27 (Standort) | Ehemaliger Pfarrhof                               | Flachdachhaus in Bauernhausform, mit zweigeschossigem Wohnteil mit verputztem Fachwerkgiebel und Andreaskreuz über dem Tennentor, 1793/94, wohl unter Einbeziehung von Teilen eines Vorgängers um 1700                 | D-7-77-111-13 Wikidata | weitere Bilder |
| Huttenwang 29 (Standort) | Katholische Pfarrkirche Sankt Johannes der Täufer | Saalbau mit eingezogenem Chor mit Fünfseitschluss und Satteldachturm im nördlichen Chorwinkel, im Kern spätgotisch, 2. Hälfte 15. Jahrhundert, 1694/96 Langhaus verändert, 1766 Dachtragwerk erneuert; mit Ausstattung | D-7-77-111-14 Wikidata | weitere Bilder |

### Münzenried
| Lage                     | Objekt                         | Beschreibung                 | Akten-Nr.              | Bild                           |
| ------------------------ | ------------------------------ | ---------------------------- | ---------------------- | ------------------------------ |
| in Münzenried (Standort) | Kapelle Heilige Dreifaltigkeit | Erbaut 1837; mit Ausstattung | D-7-77-111-15 Wikidata | Kapelle Heilige Dreifaltigkeit |

### Neuenried
| Lage                   | Objekt                           | Beschreibung                                 | Akten-Nr.              | Bild                             |
| ---------------------- | -------------------------------- | -------------------------------------------- | ---------------------- | -------------------------------- |
| Neuenried 7 (Standort) | Katholische Kapelle Sankt Magnus | Erbaut 1694, Dachstuhl 1861; mit Ausstattung | D-7-77-111-16 Wikidata | Katholische Kapelle Sankt Magnus |

### Sankt Alban
| Lage                   | Objekt                     | Beschreibung | Akten-Nr.              | Bild           |
| ---------------------- | -------------------------- | --- | ---------------------- | -------------- |
| Görwangs 14 (Standort) | Wallfahrtskirche St. Alban | Saalkirche mit eingezogenem Chor mit Dreiseitschluss und auf Konsole auskragendem Giebelreiter mit Spitzhelm, erbaut 1697 bis 1701, wohl unter Einbeziehung von Teilen der Chormauern des Vorgängers von 1510, Giebelreiter 1896 erneuert; mit Ausstattung | D-7-77-111-17 Wikidata | weitere Bilder |

### Wenglingen
| Lage                                                            | Objekt                           | Beschreibung | Akten-Nr.              | Bild                             |
| --------------------------------------------------------------- | -------------------------------- | --- | ---------------------- | -------------------------------- |
| Wenglingen 5 (Standort)                                         | Kapelle St. Rosina               | bescheidener Satteldachbau mit eingezogenem Chor mit Dreiseitschluss und Giebelreiter mit Pyramidenhelm, nach 1700 erbaut; mit Ausstattung | D-7-77-111-18 Wikidata | weitere Bilder                   |
| Wenglingen 7 (Standort)                                         | Wohnteil eines Mitterstallhauses | zweigeschossiger Bau mit Flachsatteldach und reich geschnitzter und bemalter Fußpfette, Anfang 18. Jahrhundert, modern stark verändert     | D-7-77-111-19 Wikidata | Wohnteil eines Mitterstallhauses |
| etwa 80 m südlich des Ortes Wenglingen, im Burgstall (Standort) | Gedenkstein                      | | D-7-77-111-20 Wikidata | weitere Bilder                   |